# Geografia econômica dos Estados Unidos
A Geografia Econômica dos Estados Unidos refere-se ao estudo da distribuição geográfica das atividades econômicas, recursos naturais, indústrias e desenvolvimento econômico no contexto desse país. Esse campo da geografia analisa como fatores geográficos, como localização, clima, topografia e disponibilidade de recursos, influenciam os padrões econômicos e as estruturas industriais nos Estados Unidos. 

## Pontos centrais
Alguns pontos-chave na Geografia Econômica dos Estados Unidos são a distribuição industrial, Recursos Naturais, Clima e Agricultura, Clima e Agricultura, Infraestrutura de Transporte e Desenvolvimento Tecnológico.  O país possui uma diversificada base industrial, com diferentes setores concentrados em várias regiões. Por exemplo, a indústria automotiva pode ser mais proeminente no Meio-Oeste, enquanto a tecnologia da informação pode ter uma presença significativa na Costa Oeste. A disponibilidade de recursos naturais, como minerais, energia e terras agrícolas, influencia a localização de indústrias. Por exemplo, estados que têm reservas significativas de carvão podem ter uma presença mais forte na indústria de energia. O clima varia consideravelmente nos Estados Unidos, afetando as atividades agrícolas. O Cinturão do Milho, que abrange vários estados no Meio-Oeste, é uma área conhecida pela produção de grãos. 
Grandes centros urbanos, como Nova York, Los Angeles e Chicago, desempenham papéis cruciais como centros de comércio, finanças e serviços. Suas localizações estratégicas muitas vezes se relacionam com o desenvolvimento econômico. O sistema de transporte, incluindo estradas, ferrovias e portos, desempenha um papel vital na conectividade e no comércio entre diferentes regiões. As vias navegáveis, como o Rio Mississippi, historicamente foram importantes para o transporte de mercadorias.  A inovação e o desenvolvimento tecnológico são frequentemente concentrados em áreas com forte presença de instituições acadêmicas e centros de pesquisa. O Vale do Silício, na Califórnia, é um exemplo notável disso. 

## Regiões e setores
Os Estados Unidos, com uma população de aproximadamente 330 milhões de habitantes, ocupam uma extensa área que se assemelha ao tamanho do continente europeu. Além de ostentar a maior economia global em termos de Produto Interno Bruto (PIB), o país também se destaca por um elevado PIB per capita. A grandeza da economia norte-americana se manifesta em sua notável diversificação. Embora diversas indústrias exerçam papel fundamental na economia dos Estados Unidos, é importante ressaltar que essa influência não se distribui de maneira uniforme em todo o território nacional. A geografia econômica revela centros especializados em diferentes setores, destacando a complexidade e a especialização que caracterizam o panorama econômico do país. 

### Indústria Financeira
Nova Iorque não apenas se destaca como a capital financeira dos Estados Unidos, mas possivelmente do mundo, competindo com centros financeiros globais como Londres, Xangai, Tóquio, Singapura e Hong Kong. A notoriedade da cidade está intrinsecamente ligada a Wall Street, que engloba renomados bancos como Goldman Sachs, JPMorgan Chase, Morgan Stanley e Citigroup, além de uma diversidade de outras instituições financeiras, abrangendo desde grandes bancos até fundos de hedge de diferentes portes. 
A história da área metropolitana de Nova Iorque foi profundamente moldada pelo setor financeiro, que teve suas raízes na vizinha Filadélfia, antigo centro político e capital dos Estados Unidos. Inicialmente, a indústria financeira americana concentrou-se nessa cidade, marcada pela criação do primeiro banco central. No entanto, Nova Iorque ascendeu ao se tornar o epicentro do comércio americano no início do século XIX, impulsionado por seu porto natural excepcional e a construção do Canal Erie, conectando a cidade aos Grandes Lagos em uma época em que os barcos a vapor representavam o meio de transporte mais eficaz. A condição de  Nova Iorque como centro financeiro do país é em grande parte atribuído à sua geografia favorável, com um porto geograficamente protegido, mais adequado e navegável em comparação com os portos concorrentes de Filadélfia e Boston. A cidade tornou-se a principal porta de entrada para imigrantes, desencadeando um boom populacional que reforçou ainda mais sua posição. Hoje, Nova Iorque permanece como a cidade americana mais proeminente, mantendo sua relevância nas indústrias financeira e comercial desde que foi reconhecida por sua notável geografia. 

### A indústria de tecnologia
A região da Baía de São Francisco emergiu como líder na indústria tecnológica, sendo Silicon Valley um termo equivalente a Wall Street para se referir às gigantes tecnológicas localizadas nessa área, especialmente na porção sul. Empresas renomadas como Apple, Google e Cisco têm suas sedes no Vale do Silício. A notável posição da Baía de São Francisco na indústria tecnológica pode ser atribuída principalmente a dois fatores: o contexto da Segunda Guerra Mundial e a presença de prestigiadas universidades locais. Historicamente, a Baía de São Francisco foi uma base significativa para a Marinha dos EUA, e durante a Segunda Guerra Mundial, o governo dos EUA buscou avanços tecnológicos colaborando com universidades locais como Stanford e UC Berkeley. Nesse período, Boston era o epicentro da indústria tecnológica, porém, devido aos desafios apresentados pela topografia e ruas desfavoráveis de Boston, as viagens tornaram-se complicadas. Isso levou o governo dos EUA a abandonar Boston em favor do Vale do Silício, que, na época, era predominantemente agrícola. O desenvolvimento da região teve início, e a proximidade com talentos excepcionais em Stanford e Berkeley impulsionou o crescimento da indústria de tecnologia (San Jose State University). Atualmente, a área é reconhecida por abrigar grandes empresas de tecnologia, startups inovadoras e prosperidade econômica. 

### A indústria do entretenimento
Los Angeles, a segunda maior cidade dos Estados Unidos, é o epicentro da indústria do entretenimento, possivelmente a nível global. A cidade é associada a celebridades, brilho e glamour, características que não eram necessariamente evidentes no início do século XX. Hollywood representa o equivalente de Los Angeles a Wall Street e ao Vale do Silício, referindo-se à abundância de empresas de entretenimento e personalidades da cidade. 
Até 1900, Los Angeles era uma região agrícola pouco povoada, e a indústria cinematográfica apenas começou a se desenvolver com as várias invenções de Thomas Edison. Devido a regras rígidas e regulamentos implementados por Edison, detentor da patente do filme, a incipiente indústria cinematográfica mudou-se de Nova Jersey, estado natal de Edison, para Los Angeles. A escolha de Los Angeles está intrinsecamente relacionada à geografia, pois a cidade está situada entre bacias e vales, com o Oceano Pacífico de um lado e montanhas e desertos do outro. Isso proporcionou às empresas cinematográficas acesso a diversas áreas geográficas ideais para filmar uma variedade de filmes, especialmente em uma época anterior à existência de tecnologia da computação gráfica. Além disso, o sul da Califórnia é conhecido pelo sol e pelo clima excelente, condições perfeitas para produções cinematográficas. 
As empresas do setor adquiriram terrenos acessíveis que se tornariam Hollywood e o Vale, aproveitando leis trabalhistas flexíveis para construir seus estúdios. Desde então, a indústria cinematográfica concentra-se em Los Angeles, e outras formas de entretenimento, como a música, também migraram para a cidade. Até os dias atuais, Los Angeles é sinônimo das indústrias cinematográfica e musical, sendo algumas das maiores indústrias dos Estados Unidos.  

### Governo e Lei
Washington DC, como a capital dos Estados Unidos, abriga o governo federal e é o epicentro da indústria jurídica na área metropolitana. Anualmente, o governo federal norte-americano realiza significativos gastos financeiros e emprega milhões de pessoas em diversos departamentos. A cidade foi planejada estrategicamente como ponto central, escolhida pela sua posição entre o Norte e o Sul, visando à união da nação. A influência do setor jurídico é notadamente centralizada em Washington DC, dada a presença do governo federal. No entanto, é importante destacar que o setor jurídico corporativo tem sua ênfase mais pronunciada na cidade de Nova York, por razões que se tornam evidentes. 

### Mídia
A indústria da mídia está amplamente dividida entre três cidades – Washington DC, São Francisco e Nova York.  A indústria noticiosa está centrada em Nova Iorque e Washington e inclui as maiores redes de notícias e jornais da América, como a CNN, o New York Times, a Bloomberg e a Fox. O raciocínio por detrás da geografia desta indústria é bastante simples: querem estar perto dos centros económicos e políticos do país. A indústria das redes sociais, por outro lado, está em grande parte sediada na costa oeste devido ao desejo de estar próximo do centro da indústria tecnológica (para as necessidades de engenharia de software destas empresas) e da indústria do entretenimento. 

### Setor Automotivo
A histórica ligação da indústria automotiva americana com Detroit pode ser atribuída, em grande parte, ao fato simples de que Henry Ford, o pioneiro na criação dessa indústria, era natural de Michigan, conhecido como "Michigander". Detroit já possuía um considerável capital industrial, o que proporcionou um ambiente propício para o florescimento da indústria automobilística na região. Além disso, a localização estratégica de Detroit contribuiu significativamente para seu papel central na indústria automotiva. Em primeiro lugar, sua proximidade aos Grandes Lagos proporcionou um acesso eficiente a rotas de transporte dominadas pela água. Em segundo lugar, a cidade está estrategicamente posicionada entre Chicago e Nova Iorque, dois centros populacionais americanos importantes, facilitando o acesso a diversos mercados.  

### Setor da Saúde
Embora a indústria médica seja distribuída proporcionalmente pela população, é em Boston que grande parte da pesquisa médica e dos cuidados de saúde de primeira linha encontra seu epicentro. As origens de avanços significativos, como anestésicos e a vacina contra a varíola, remontam a essa cidade. O notável sucesso de Boston na indústria médica pode ser atribuído, em grande parte, à ênfase na educação. Boston, e o estado de Massachusetts como um todo, destaca-se como uma das regiões mais educadas do país. A presença de algumas das melhores universidades, escolas médicas e hospitais dos Estados Unidos na cidade contribui para o ambiente propício à inovação e pesquisa médica avançada. Portanto, é lógico que a indústria médica prospere nessa localidade. 

### Recursos naturais
Os recursos naturais se dispersam por todo o país, frequentemente encontrados em regiões menos densamente habitadas. As indústrias, por sua vez, seguem a distribuição desses recursos, muitas vezes organizando-se em cidades próximas às áreas de extração. O Texas desempenha um papel central na indústria petrolífera, especialmente em Houston. Essa correlação tem uma explicação simples: as reservas de petróleo estão literalmente ao largo da costa, no Golfo do México. Da mesma forma, as indústrias de mineração e aço predominam em locais como Pittsburgh e outras cidades dos Apalaches, pois esses recursos são extraídos diretamente das regiões onde essas cidades estão situadas. 

### Agricultura, Pecuária e Pecuária
A atividade agrícola nos Estados Unidos está amplamente distribuída entre a Califórnia, o Centro-Oeste, o Texas e partes do Sul. Consequentemente, assim como no caso dos recursos naturais, muitos aspectos empresariais da indústria agrícola concentram-se nas principais cidades dessas regiões. Exemplos incluem Minneapolis, onde a Cargill tem sua base, e algumas cidades menores, como Springdale, Arkansas, que são centrais para a Tyson Foods. 